# Маргарет Ен Нив
Маргарет Ен Нив (18. мај 1792 — 4. април 1903) је била прва забележена жена суперстогодишњакиња и друга потврђена особа која је након Герт Адријанс Бомгард достигла 110 година . Нив је живела у луци Сент Питер на острву Гернзи у Ламаншу . Она је такође била прва доказана особа чији је живот трајао у три века (од 18. до 20. века). (1792—1903)

## Биографија
Маргарет Ен Нив је рођена 18. маја 1792. године као најстарија од седморо деце, већину свог детињства провела је у Гернзију.
Школовала се у Бристолу у Енглеској, стекавши интересовање за књижевност и поезију. Године 1815. отишла је на „завршну школу“ у Бриселу, течно говорећи француски и италијански језик и разговарајући на немачком и шпанском. Она је читала Нови завет на грчком.
Са својом учитељицом, посетила је бојиште код Ватерлоа , убрзо након битке , након што су лешеви закопани. Тамо је Маргарет покупила сувенире које је показала пруском фелдмаршалу Блукеру у Лондону.
Нив се састала са Шарлсом Францоиском Думоуриезом , генералом Француских револуционарних ратова , који ју је назвао "ла спиритуеле".
Маргарет се удала за Јохана Нива, рођеног 1779, из Тентердена у Кенту. Живела је у Енглеској 25 година у браку, али када јој је супруг умро 1849.године, вратила се у Гернзи. Нису имали деце.
Попис становништва из 1871. приказује Маргарет А. Нив (78 година) и њену сестру Елизабету Харвеи (73 године) које живе у 'Шаумиеру', Роуге Хуис, Сент. Петер Порт, Гернзи. Нив је са Елизабетом путовала у иностранство у разне земље. Њихово последње путовање било је 1872. године када је Нив имала 80 година, где су посетили пољски град Краков (тада део Аустроугарског царства ).
Дана 18. маја 1899. године, у Роуге Хуису је одржан пријем ради прославе 107. рођендана и уласка у 108. годину. Присуствовали су градско веће, јурати , службеници особља и око 250 водећих становника. Упркос њеним годинама, новинарка Тхе Тимес -а пронашла је Маргарет следећег јутра како прави мармеладу. Пријављено је да никада није била болесна све до 105. године када је имала грип, а затим бронхитис у 108 години. У 110. години, попела се на дрво да узбере јабуку.
Један новински извештај бележи да је за време ручка уживала у чаши старог шерија, а затим за вечером са слабим вискијем и водом. Имала је обичај да увек устаје рано и уздржава се од јела и пића између оброка. Супротно увреженом веровању, није примила честитке од краљице Викторије (која је умрла 1901) по свом 110. рођендану (прослављеном 1902). Међутим, породица Харвеи (преко Нивине нећаке Луизе) је разменила преписку са Краљевским домаћинством, изражавајући захвалност на потписаној фотографији коју им је 4. маја 1896. дала краљица.
Нив је умрла 4. априла 1903. године, месец дана пре свог 111. рођендана. Заставе у Гернзи биле су спуштене на пола копља у знак поштовања.  Она је била једна од последњих неколико живих људи из 18. века.